# Roland Glowinski
Pour le chercheur en neurobiologie et neuropharmacologie, voir Jacques Glowinski. Pour les articles homonymes, voir Glowinski.
Roland Glowinski, né le 9 mars 1937 dans le 14e arrondissement de Paris et mort le 26 janvier 2022 à Houston est un mathématicien français.

## Biographie
Roland Glowinski naît dans une famille dont le père est un commerçant d'origine polonaise. Durant la Seconde Guerre mondiale, son père engagé dans la Légion étrangère est fait prisonnier en Allemagne jusqu'à la fin de la guerre. Sa mère et ses deux enfants, Roland et Albert (1939-), se réfugient chez des boulangers à Sargé-sur-Braye (Loir-et-Cher) et survivent à cette période de guerre.
En 1948, Roland Glowinski effectue ses études secondaires au lycée Charlemagne de Paris. En 1958, il intègre l’École polytechnique, puis en 1963, l'École nationale supérieure des télécommunications. Le 3 novembre de cette même année, il se marie avec Angela Rimok, leur union donne naissance à deux enfants : Anne et Tania.
Il est employé comme ingénieur à l'ORTF jusqu'en 1968 où il présente un DEA sous la direction des professeurs Jacques-Louis Lions (1928-2001) et René de Possel (1905-1974). L'année suivante, il est employé en tant que chercheur à l'Institut de recherche en informatique et en automatique (IRIA), qui devient l'INRIA en 1980.
En 1970, Roland Glowinski présente sa thèse Étude et approximation de quelques problèmes intégraux et intégro-différentiels de docteur ès sciences sous la direction du mathématicien Jacques-Louis Lions,. Il enseigne à l'université Pierre-et-Marie-Curie-Paris-VI durant trente années. L'année suivante et jusqu'en 1985, il est nommé en tant que directeur scientifique de l'IRIA. Cette unité de recherche donne naissance au fameux groupe « GB4P team » composé de Glowinski–Bristeau–Pironneau–Perrier–Periaux–Poirier. En 1976, Roland Glowinski est nommé responsable du groupe d'analyse numérique à l'IRIA.
En 1985, Roland Glowinski exerce en tant que professeur à l'université de Houston et l'année suivante comme professeur de mathématiques appliquées et informatique à l'université Rice (États-Unis). Le 18 mai 1987 à l'Académie des sciences, Roland Glowinski est correspondant puis membre le 29 novembre 2005, dans la section des sciences mécaniques et informatiques.
En 1992 et durant trois années, il est nommé en tant que directeur du Centre européen de recherche et de formation avancée en calcul scientifique (Cerfacs). Le professeur Jean-Claude André (1946-) lui succède.
En l'an 2000, il occupe le poste de professeur émérite au Laboratoire Jacques-Louis-Lions de l'université Paris-VI. Puis en 2007 et 2008, il exerce au poste de professeur de mathématiques appliquées et informatique à l'université de Jyväskylä (Finlande). En 2008, il enseigne en tant que Professeur de mathématiques à l'université du Tennessee-Knoxville (États-Unis), puis professeur de génie mécanique à l'université Ben Gourion (Beer-Sheva, Israël).
Il est membre de l'Académie des technologies et membre de l’Academia Europaea. Il a reçu différents prix pour ses travaux, dont le prix Marcel Dassault de l'Académie des sciences en 1996. En 2004, il est lauréat du prix Theodore von Kármán décerné par la Society for Industrial and Applied Mathematics (SIAM). En 2020, il reçoit le prix Reid.
Son activité scientifique est essentiellement consacrée aux équations et inéquations différentielles, la plupart de ces problèmes provenant d’applications liées à la mécanique, la physique et les sciences de l'ingénieur.
Roland Glowinski est inhumé au cimetière Beth Jacob (Houston).

## Distinctions
- 1988 :  Officier de l'ordre national du Mérite[15] ;
- 1995 :  Chevalier de l'ordre des Palmes académiques[8] ;
- 1998 :  Chevalier de la Légion d'honneur[2].

## Publications
- (en + fr) Giuseppe Geymonat (1939-) (dir.), Alampallam Venkatachalaiyer Balakrishnan (en) (1922-2015), R. Glowinski et Jacques-Louis Lions, Centro internazionale matematico estivo, Constructive aspects of functional analysis : Parte I (Acte de congrès), Rome, Edizioni Cremonese (it), 1973, 495 p., 24 cm (OCLC 25388975, SUDOC 022716513, présentation en ligne).
- R. Glowinski, Jean Céa (1932-), Jean-Claude Nédélec (1943-) et Michel Crouzeix (1944-), Approximation et méthodes itératives de résolution d'inéquations variationnelles et de problèmes non linéaires, Le Chesnay, Institut de recherche d'informatique et d'automatique, coll. « Cahier de l'IRIA, no 12 », 1974, 244 p., 24 cm (ISBN 2-7261-0017-1, OCLC 493623698, SUDOC 08916931X, présentation en ligne).
- R. Glowinski, Jacques-Louis Lions et Raymond Trémolières (1941-2022), Analyse numérique des inéquations variationnelles : Théorie générale. Premières applications (Tome 1) et applications aux phénomènes stationnaires et d'évolution (Tome 2), vol. 2, Paris, Dunod, coll. « Méthodes mathématiques de l'informatique », 1976, 268-290 p., 25 cm (ISBN 2-04-006475-3 et 2-04-003119-7, OCLC 299360394, BNF 34300021, SUDOC 008548323, présentation en ligne).
- Michel Fortin (1930-) et R. Glowinski, Méthodes de lagrangien augmenté : applications à la résolution numérique de problèmes aux limites [« Augmented Lagrangian methods : applications to the numerical solution of boundary-value problems »], Le Chesnay / Paris, INRIA / Dunod, coll. « Méthodes mathématiques de l'informatique, no 9 » (réimpr. 1982 et 1983) (1re éd. 1981), XII-320 p., 25 cm (ISBN 2-04-015465-5 et 978-2-04-015465-3, OCLC 461772435, BNF 34692753, SUDOC 000545880, présentation en ligne).
- (en) R. Glowinski, Herbert Keller (en) (1925-2008) et Laure Reinhart (1955-), Continuation-conjugate gradient methods for the least square solution of nonlinear boundary value problems (Rapport de recherche), Le Chesnay, Inria, 1982, 91 p., 30 cm (OCLC 26865203, DOI 10.1137/0906055, SUDOC 015648974, présentation en ligne).
- (en) R. Glowinski, Numerical methods for nonlinear variational problems, New York / Berlin / Tokyo, etc., Springer Verlag, coll. « Springer series in computational physics », 1984, XIII-493 p., 24 cm (ISBN 3-540-12434-9 et 0-387-12434-9, OCLC 300914089, BNF 37386310, SUDOC 006686559, présentation en ligne, lire en ligne ).
- (en) R. Glowinski, Chin-Hsien Li et Jacques-Louis Lions, A Numerical approach to the exact boundary controllability of the wave equation (I) : Dirichlet controls, description of the numerical methods, Houston, Department of mathematics, University of Houston, 1988, 175 p., 30 cm (DOI 10.1007/BF03167891, SUDOC 08918114X).
- (en) R. Glowinski, Jacques-Louis Lions et Jiwen He, Exact and approximate controllability for distributed parameter systems : a numerical approach, Cambridge / New York, Cambridge University Press, coll. « Encyclopedia of mathematics and its applications, no 117 » (réimpr. 2010) (1re éd. 2008), XII-458 p., 24 cm (ISBN 0-521-88572-8 et 978-0-521-88572-0, OCLC 269305745, BNF 41241159, SUDOC 12381247X, présentation en ligne).